# Bóltfelagið 1936 Tórshavn
El Bóltfelagið 1936 Tórshavn (B36 Tórshavn) és un club feroès de futbol de la ciutat de Tórshavn.

## Història

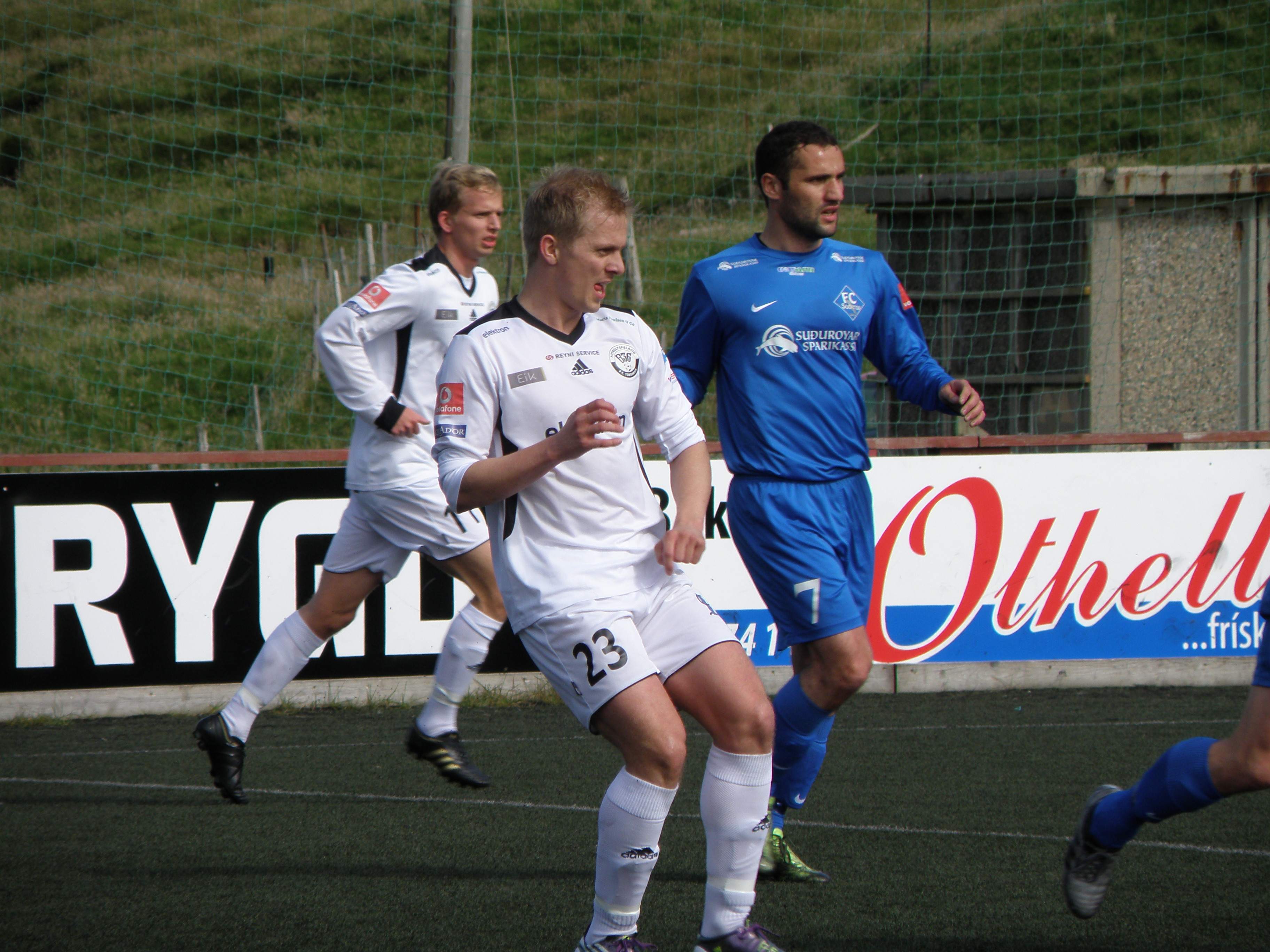
B36 (de blanc) enfront FC Suðuroy el 2010.

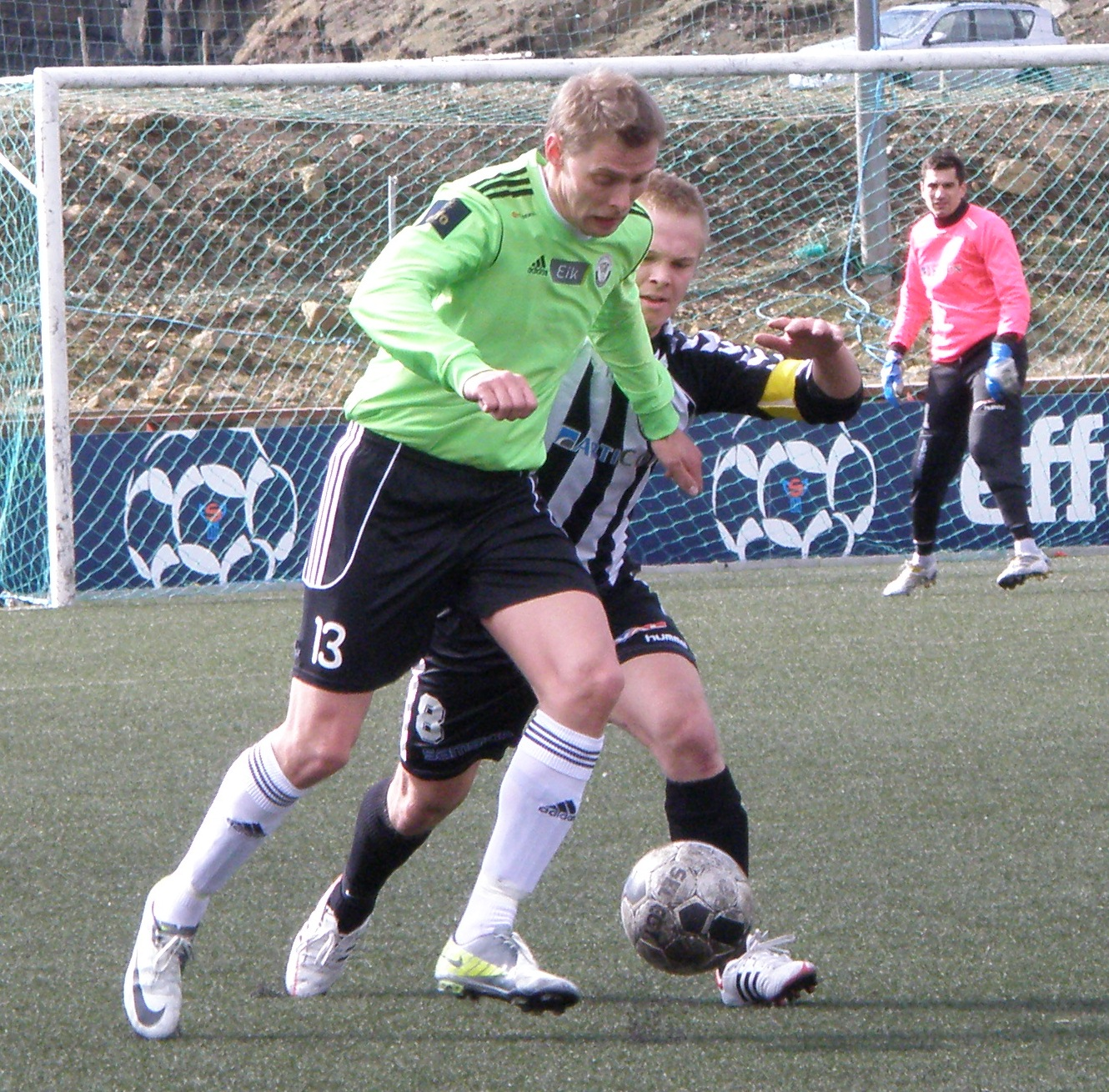
B36 enfront TB Tvøroyri el 2012.

El club va ser fundat el 28 de març de 1936. Fins a l'any 2015 el club ha guanyat 11 lligues i 5 copes nacionals.

## Palmarès
- Lliga feroesa de futbol: 
  - 1946, 1948, 1950, 1959, 1962, 1997, 2001, 2005, 2011, 2014, 2015

- Copa feroesa de futbol: 
  - 1965, 1991, 2001, 2003, 2006, 2018, 2021

- Supercopa feroesa de futbol: 
  - 2007

- Segona Divisió: 
  - 1985